# Réserve ornithologique d'Alnes
La réserve ornithologique d'Alnes  est une réserve ornithologique norvégienne située dans la commune de Levanger, comté de Trøndelag, créée en 2003 afin de "protéger la vie des oiseaux et ses habitats dans un lieu où la terre et les eaux souterraines sont importantes, ainsi que la faune et la flore liées à cet environnement et aux oiseaux ". En 2014, le site est enregistré dans la  liste des sites ramsar norvégiens grâce à son inclusion dans le système de zones humides du Trondheimsfjord,.
La zone d'estran d'Alnes longue d'environ 2,5 km est située au nord-est de la presqu'île de Fiborgtangen et à l'ouest de Skogn. Le rivage est entouré d'une ceinture de galets et de terres arables. La fonction la plus importante de cette zone est pendant la période de migration, plus particulièrement celle d'automne. Les oiseaux des zones humides les plus communs sont présents en bon nombre. La région a une certaine importance pour la mue et l'hivernage des  eiders et colverts.